# Amaranthe
Amaranthe – szwedzki zespół muzyczny, założony w 2008 roku w Göteborgu. Formacja zadebiutowała albumem Amaranthe, który trafił do sprzedaży w 2010 roku. Grupa prezentująca mariaż muzyki heavymetalowej i popowej szybko zyskała na popularności, ciesząc się największym sukcesem komercyjnym w rodzimej Szwecji oraz Finlandii. Charakterystyczną cechą zespołu pozostaje troje wokalistów, w tym jeden śpiewający tzw. growlem.  

## Historia

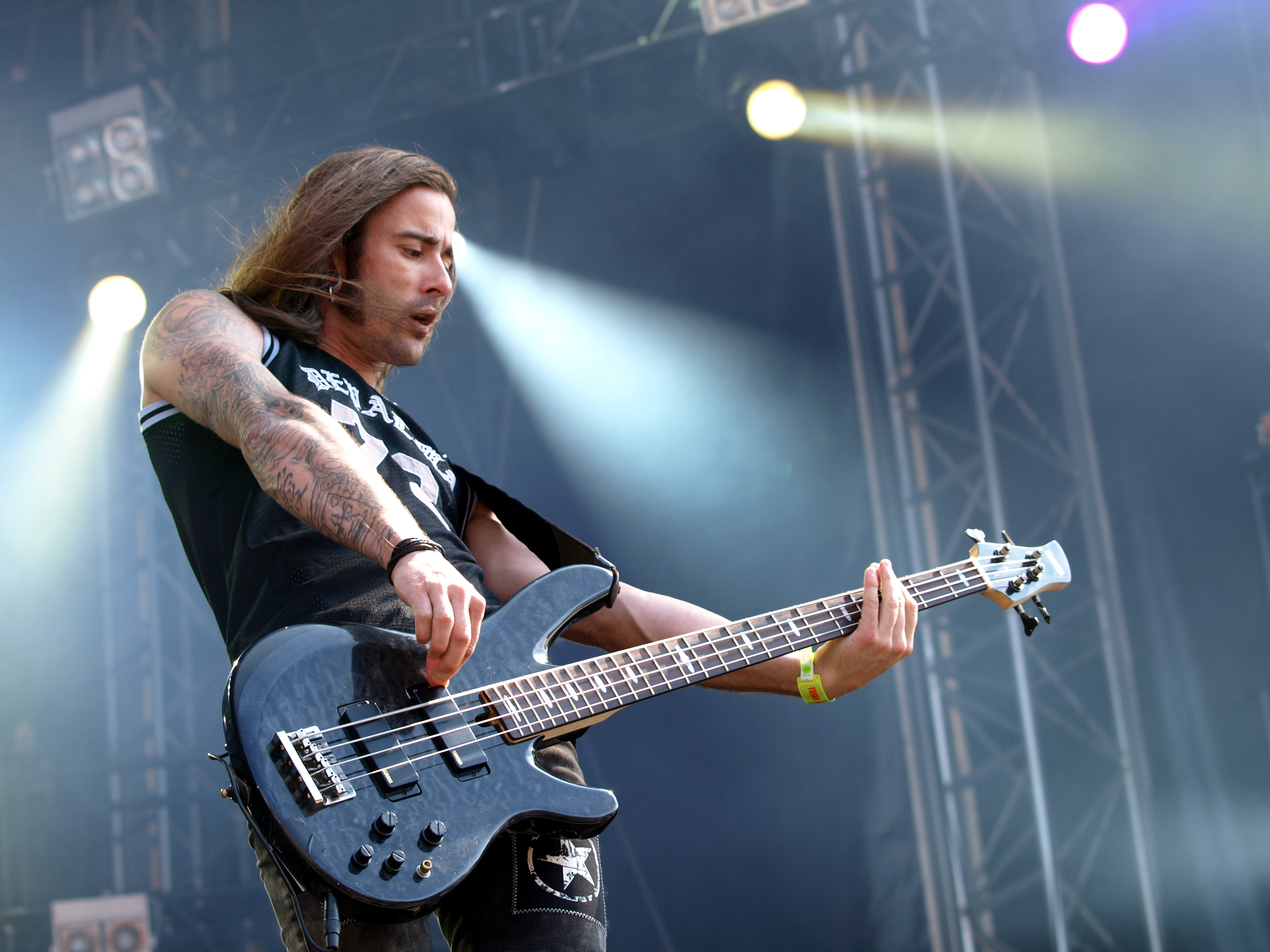
Johan Andreassen, 2013

Zespół został założony w 2008 roku w Göteborgu pod nazwą Avalanche przez wokalistę Jake'a E Berga, członka formacji Dreamland oraz gitarzystę Olofa Mörcka, znanego z występów w grupie Dragonland. Muzycy do współpracy zaprosili wokalistę Andy'ego Solveströma, członka deathmetalowej grupy Within Y, wokalistkę Elize Ryd oraz duńskiego perkusistę Mortena Løwe Sørensena, wówczas członka grupy Panzerchrist. W maju 2009 roku zespół został zmuszony do zmiany nazwy na Amaranthe ze względu na kwestie prawne. Także w 2009 roku ukazało się pierwsze demo Amaranthe pt. Leave Everything Behind. 
W 2010 roku do składu dołączył basista Johan Andreassen. Wkrótce potem muzycy podpisali kontrakt wydawniczy z wytwórnią muzyczną Spinefarm Records. 13 kwietnia 2011 roku ukazał się debiutancki album formacji zatytułowany Amaranthe. Nagrania były promowane teledyskami do utworów "Hunger", "Amaranthine" i "1.000.000 Lightyears". Ponadto grupa odbyła europejską trasę koncertową The Pandemonium Tour 2011 poprzedzając amerykańską formację Kamelot. Natomiast pod koniec roku grupa wzięła udział w tournée European Outbreak 2011 u boku zespołów Hammerfall, Death Destruction i Vicious Rumors. 
W 2012 roku zespół otrzymał nagrodę Bandit Rock Awards w kategorii Swedish Breakthrough of the Year. Muzycy wystąpili także podczas licznych festiwali na całym świecie, m.in. takich jak: Metallsvenskan i Gothenburg Winter Metal w Szwecji, Ritual Open Air w Chile, Myötätuulirock i Qstock w Finlandii oraz Wacken Open Air w Niemczech. 13 marca 2013 roku do sprzedaży trafił drugi album studyjny zespołu pt. The Nexus. Wydawnictwo dotarło do 12. miejsca zestawienia Billboard Heatseekers Albums w Stanach Zjednoczonych znalazłszy 1,5 tys. nabywców. W ramach promocji do pochodzących z płyty piosenek "The Nexus", "Burn with Me" i "Invincible" powstały teledyski, które wyreżyserował Patric Ullaeus. Wkrótce potem z zespołu odszedł Solveström, którego zastąpił Henrik Englund, związany także z formacją Scarpoint. Na przełomie marca i kwietnia grupa dała szereg występów podczas Nordic Nexus of Nemesis Tour wraz z grupą Stratovarius.

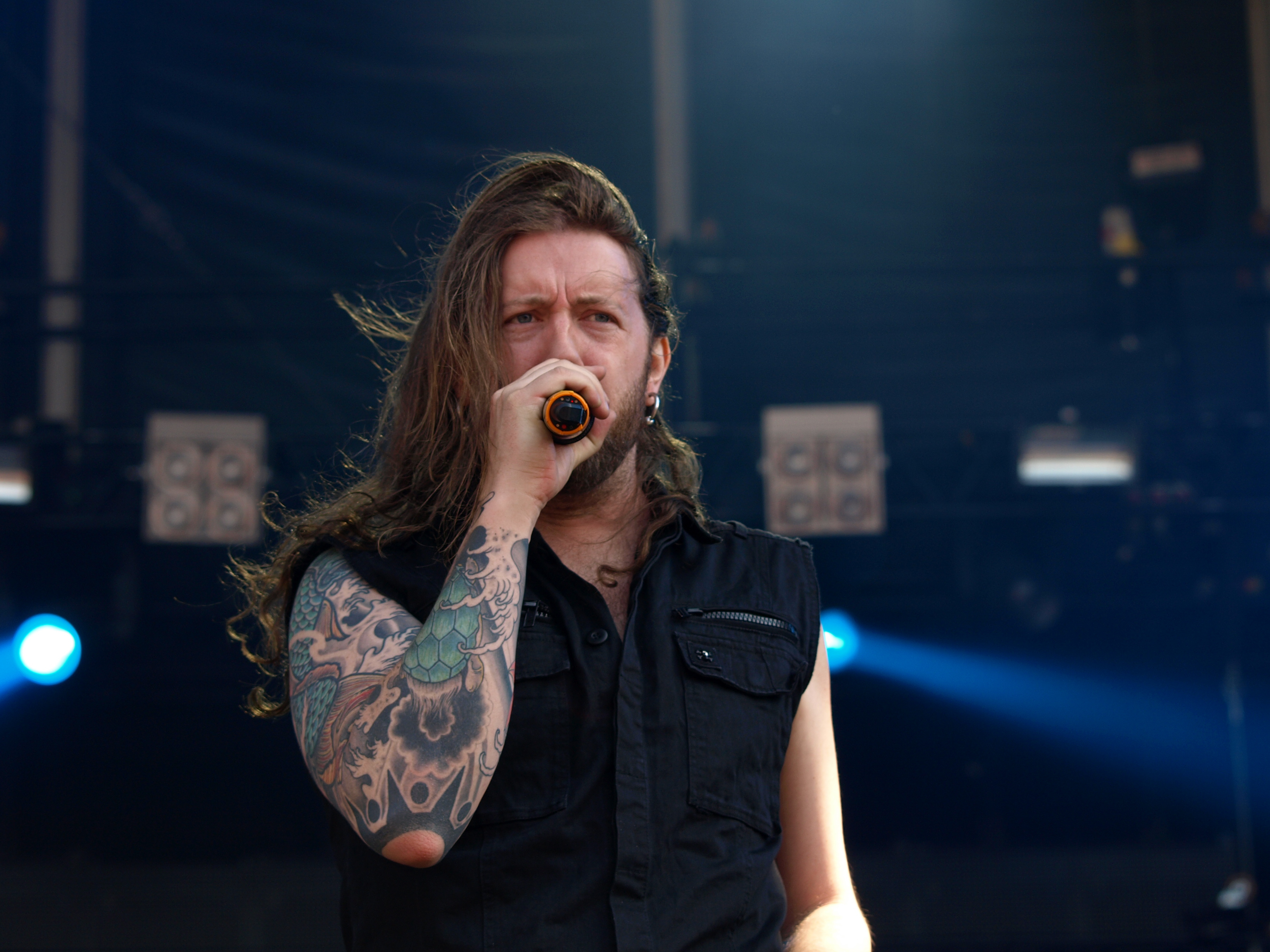
Henrik Englund, 2013

Na początku 2014 roku zespół występował jako główny wykonawca podczas The Invincible European Tour w Europie. Następnie we wrześniu muzycy udali się do Stanów Zjednoczonych gdzie występowali przed holenderską formacją Within Temptation. 21 października, także 2014 roku do sprzedaży trafił trzeci album formacji zatytułowany Massive Addictive. Produkcja dotarła m.in. do 105. miejsca amerykańskiej listy przebojów Billboard 200 w Stanach Zjednoczonych sprzedając się w nakładzie 3,4 tys. egzemplarzy w przeciągu tygodnia od dnia premiery. Nagrania były promowane teledyskami do utworów "Drop Dead Cynical", "Digital World" i "True" w reżyserii Patrika Ullaeusa. Pierwsza z piosenek trafiła także na listę przebojów Billboardu - Mainstream Rock Songs w USA gdzie uplasowała się na 27. miejscu.
W 2015 roku grupa koncertowa w ramach Massive Addictive Europe Tour wspierania przez zespoły Engel i Santa Cruz. Następnie 30 października została wydana pierwsza kompilacja nagrań grupy pt. Breaking Point: B-Sides 2011-2015. Na płycie znalazły się m.in. utwory z repertuaru zespołu w akustycznych aranżacjach. Natomiast pod koniec roku sekstet koncertował w Stanach Zjednoczonych i Kanadzie wraz z Butcher Babies. Wiosną i latem 2016 roku grupa wystąpiła podczas festiwali Rock on Green Festival w Wielkiej Brytanii, Sweden Rock Festival w Szwecji, Graspop Metal Meeting w Belgii oraz Granito Rock w Hiszpanii. 21 października tego samego roku ukazał się czwarty album studyjny zespołu pt. Maximalism. Materiał uplasował się na 169. miejscu listy Billboard 200 znalazłszy niespełna 4 tys. nabywców w przeciągu tygodnia od dnia premiery. Premierę płyty poprzedził singel pt. "That Song", który trafił do sprzedaży 21 września tego samego roku. Ponadto do piosenki powstał teledysk, który wyreżyserował Patric Ullaeus.

## Muzycy

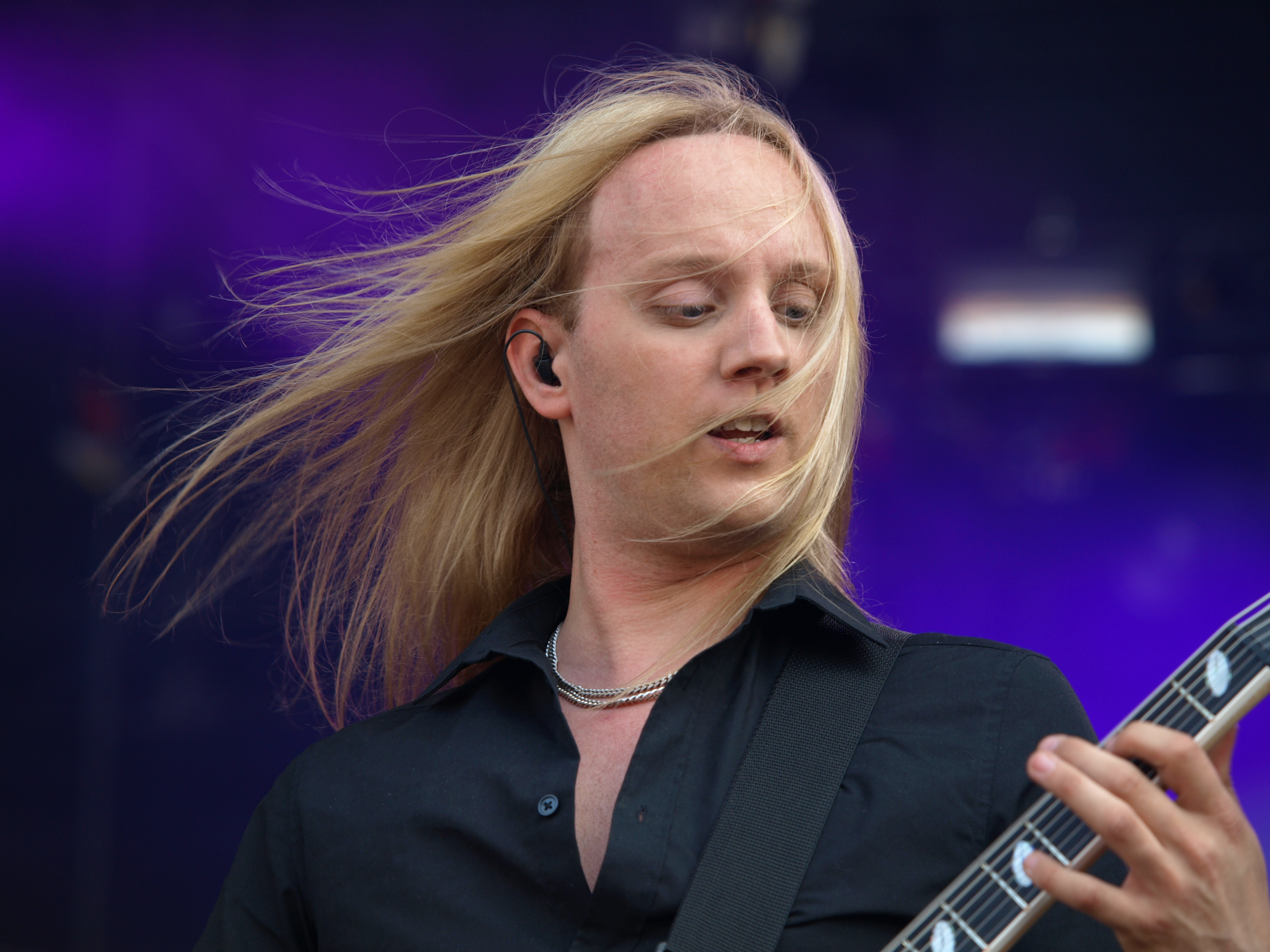
Olof Mörck, 2013

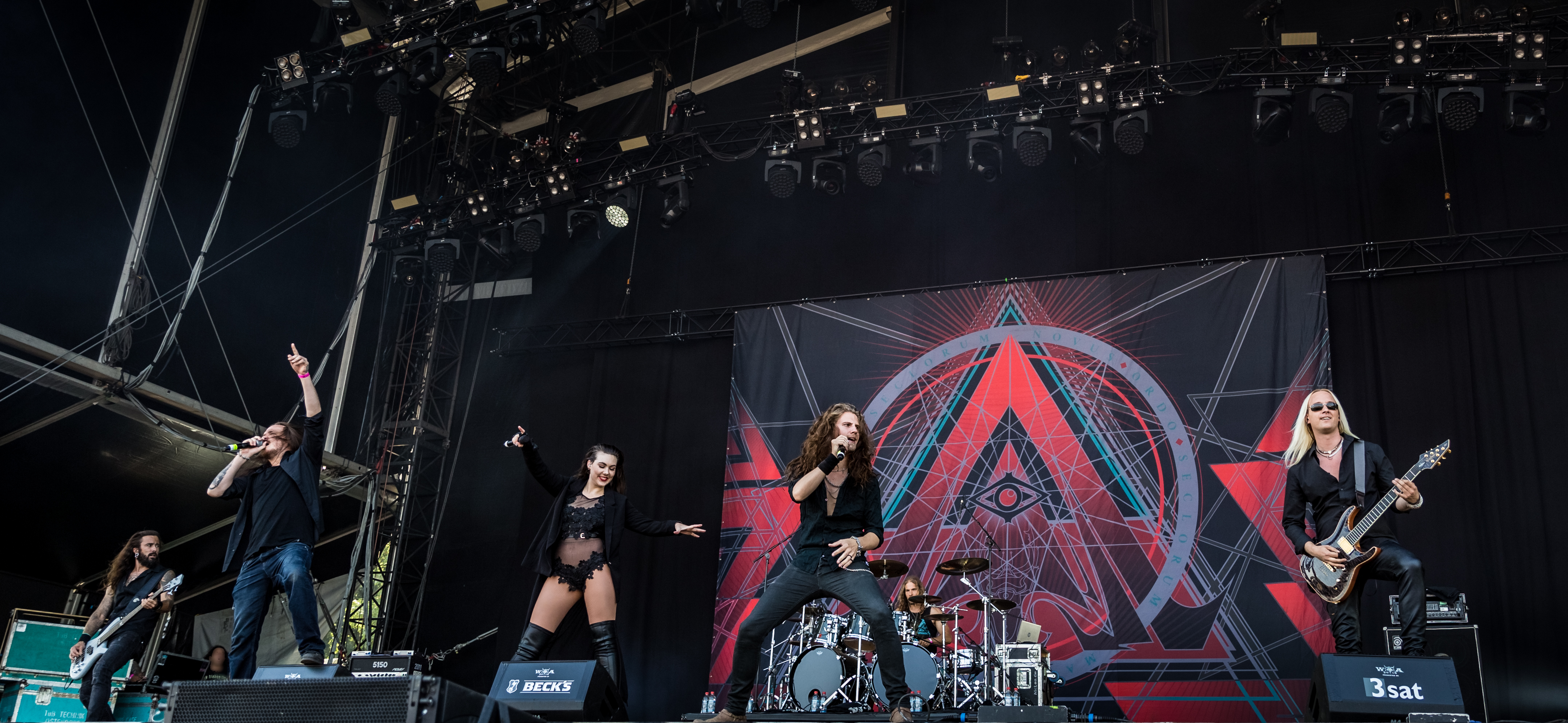
Amaranthe - Wacken Open Air 2018

| Obecny skład zespołu - Olof Mörck – gitara, instrumenty klawiszowe (od 2008), gitara basowa (2008–2009) - Johan Andreassen – gitara basowa (od 2010) - Morten Løwe Sørensen – perkusja (od 2008) - Elize Ryd – wokal (od 2008) - Henrik Englund – wokal (od 2013) - Nils Molin – wokal (od 2018) |  | Byli członkowie zespołu - Jake E Berg – śpiew (2008–2016) - Andreas "Andy" Solveström – wokal (2008–2013) Muzycy koncertowi - Anna-Mia Bonde – wokal (2011) - Richard Sjunnesson – wokal (2011–2012) - Antony Hämäläinen – wokal (2012) - Olle Ekman – wokal (2015) - Chris Adam Hedman Sörbye – wokal (2015, 2016) |

## Dyskografia
Albumy
| Tytuł             | Dane dot. albumu                                          | Pozycja na liście | Pozycja na liście | Pozycja na liście | Pozycja na liście | Pozycja na liście | Pozycja na liście | Pozycja na liście | Pozycja na liście | Pozycja na liście | Sprzedaż         |
| Tytuł             | Dane dot. albumu                                          | JPN               | BEL (WA)          | BEL (FL)          | FIN               | SWE               | CHE               | GER               | USA               | UK                | Sprzedaż         |
| ----------------- | --------------------------------------------------------- | ----------------- | ----------------- | ----------------- | ----------------- | ----------------- | ----------------- | ----------------- | ----------------- | ----------------- | ---------------- |
| Amaranthe         | - Data: 13 kwietnia 2011 - Wydawca: Spinefarm Records     | 39                | –                 | –                 | 16                | 35                | –                 | –                 | –                 | –                 |                  |
| The Nexus         | - Data: 13 marca 2013 - Wydawca: Spinefarm Records        | 31                | 192               | –                 | 4                 | 6                 | 90                | –                 | –                 | –                 | - USA: 1,5 tys.+ |
| Massive Addictive | - Data: 21 października 2014 - Wydawca: Spinefarm Records | 14                | –                 | 194               | 6                 | 18                | 53                | 89                | 105               | 140               | - USA: 18 tys.+  |
| Maximalism        | - Data: 21 października 2016 - Wydawca: Spinefarm Records | 24                | –                 | 98                | 3                 | 4                 | 44                | 84                | 169               | –                 | - USA: 7,5 tys.+ |
| Helix             | - Data: 19 października 2018 - Wydawca: Spinefarm Records | 54                | 101               | 57                | 4                 | 19                | 21                | 29                | -                 | -                 |                  |
| Manifest          | - Data: 2 października 2020 - Wydawca: Nuclear Blast      | -                 | 56                | 26                | 4                 | 23                | 14                | 12                | -                 | -                 |                  |

Single
| "Leave Everything Behind"    | 2009 | –  |                 |                    | Amaranthe         |
| "Amaranthine"                | 2011 | –  | - SWE: 20 tys.+ | - SWE: złota płyta | Amaranthe         |
| "Hunger"                     | 2011 | –  | - SWE: 20 tys.+ | - SWE: złota płyta | Amaranthe         |
| "Rain"                       | 2011 | –  |                 |                    | Amaranthe         |
| "1,000,000 Lightyears"       | 2012 | –  |                 |                    | Amaranthe         |
| "The Nexus"                  | 2013 | –  |                 |                    | The Nexus         |
| "Invincible"                 | 2013 | –  |                 |                    | The Nexus         |
| "Burn With Me"               | 2013 | –  |                 |                    | The Nexus         |
| "Drop Dead Cynical"          | 2014 | 27 |                 |                    | Massive Addictive |
| "Trinity"                    | 2014 | –  |                 |                    | Massive Addictive |
| "That Song"                  | 2016 | –  |                 |                    | Maximalism        |
| "–" singel nie był notowany. |      |    |                 |                    |                   |

Kompilacje
| Tytuł                             | Dane dot. albumu                                           |
| --------------------------------- | ---------------------------------------------------------- |
| Breaking Point: B-Sides 2011-2015 | - Data: 30 października 2015 - Wydawca: Universal Music Oy |

## Teledyski

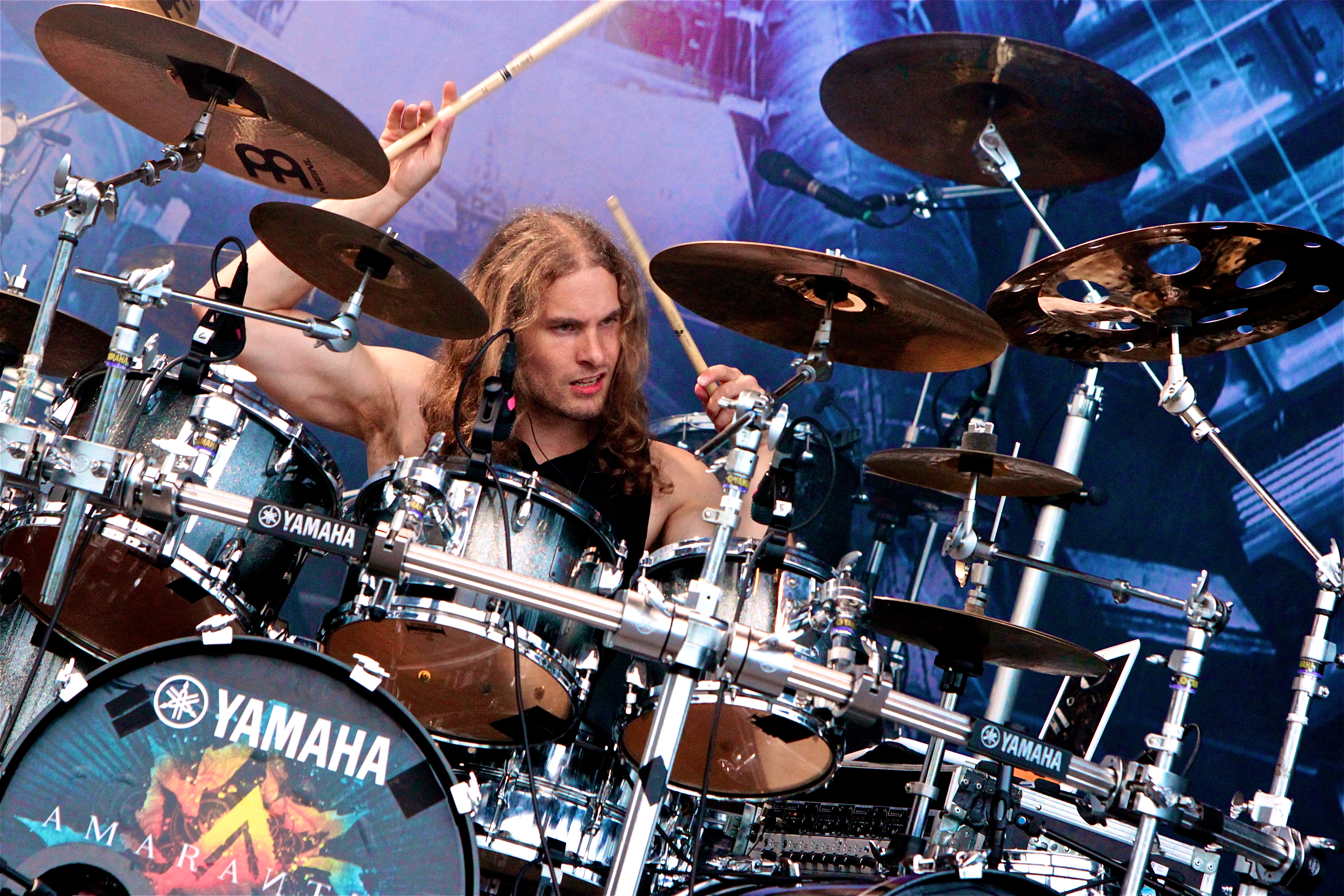
Morten Løwe Sørensen, 2014

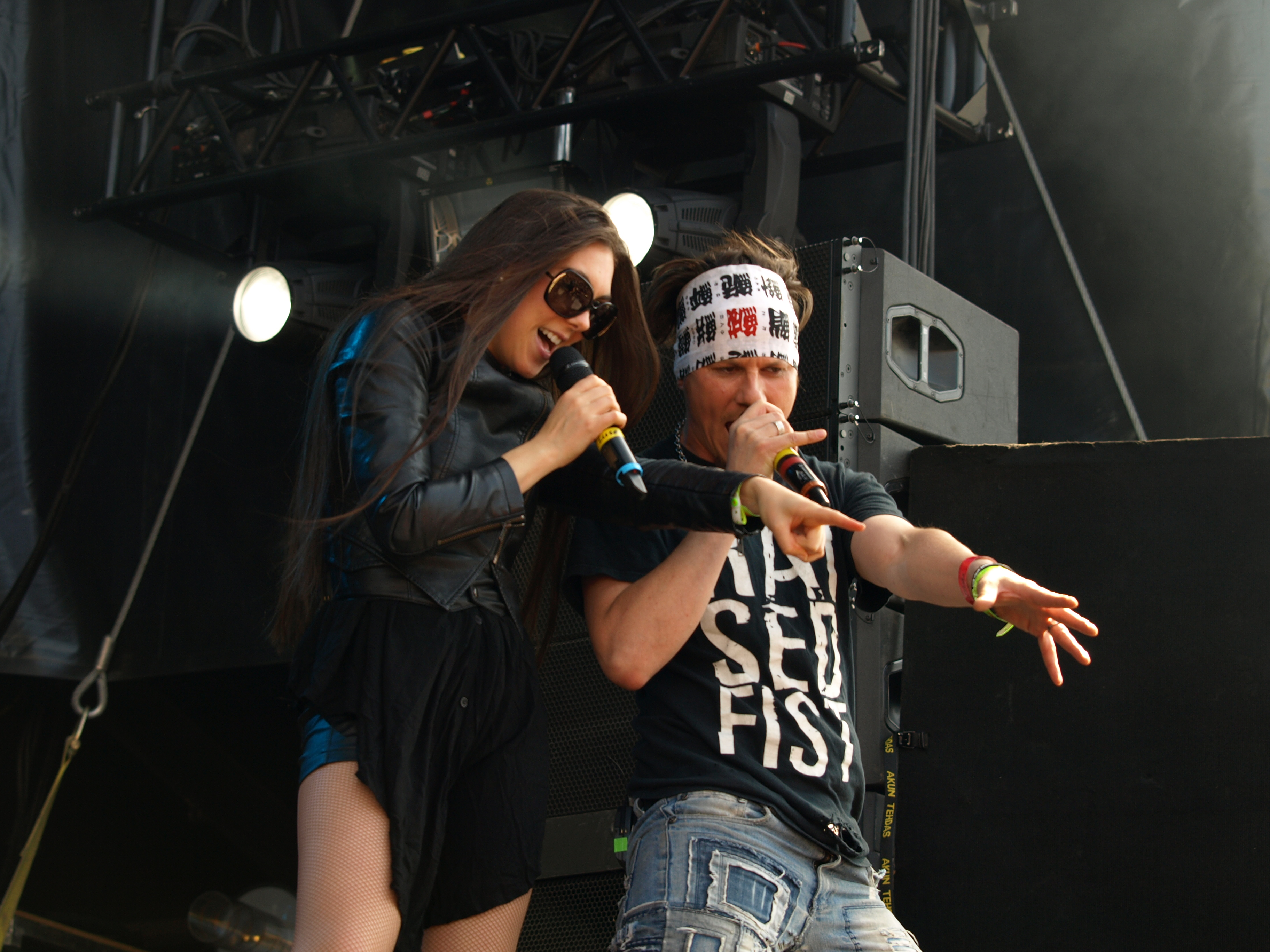
Elize Ryd i Jake E Berg, 2013

| Tytuł                  | Rok  | Reżyseria      | Album             | Źródło |
| ---------------------- | ---- | -------------- | ----------------- | ------ |
| "Hunger"               | 2011 | Patric Ullaeus | Amaranthe         | [ 9 ]  |
| "Amaranthine"          | 2011 | Patric Ullaeus | Amaranthe         | [ 10 ] |
| "1.000.000 Lightyears" | 2012 | Johan Carlén   | Amaranthe         | [ 11 ] |
| "The Nexus"            | 2013 | Patric Ullaeus | The Nexus         | [ 18 ] |
| "Burn with Me"         | 2013 | Patric Ullaeus | The Nexus         | [ 19 ] |
| "Invincible"           | 2013 | Patric Ullaeus | The Nexus         | [ 20 ] |
| "Drop Dead Cynical"    | 2014 | Patric Ullaeus | Massive Addictive | [ 26 ] |
| "Digital World"        | 2015 | Patric Ullaeus | Massive Addictive | [ 27 ] |
| "True"                 | 2015 | Patric Ullaeus | Massive Addictive | [ 28 ] |
| "That Song"            | 2016 | Patric Ullaeus | Maximalism        | [ 34 ] |
| "Boomerang"            | 2017 | Patric Ullaeus | Maximalism        | [ 61 ] |

## Nagrody i wyróżnienia
| Rok  | Kategoria                        | Tytułem           | Nagroda            | Nota      | Źródło |
| ---- | -------------------------------- | ----------------- | ------------------ | --------- | ------ |
| 2012 | Swedish Breakthrough of the Year | Amaranthe         | Bandit Rock Awards | Laur      | [ 13 ] |
| 2014 | Metal/Hard Rock of the Year      | Massive Addictive | GAFFA-Prisen       | Nominacja | [ 62 ] |
| 2014 | Album of the Year                | Massive Addictive | GAFFA-Prisen       | Nominacja | [ 62 ] |
| 2014 | Artist of the Year               | Amaranthe         | GAFFA-Prisen       | Nominacja | [ 62 ] |
| 2017 | Årets Hårdrock/Metall            | Maximalism        | Grammis            | Nominacja | [ 63 ] |